# Stanisław Waszczyński
Stanisław Waszczyński (ur. 22 października 1937 w Charłupii Małej, zm. 22 stycznia 2023 we Włocławku) – polski duchowny rzymskokatolicki, teolog, profesor Wyższego Seminarium Duchownego we Włocławku, wikariusz biskupi rejonu włocławskiego.

## Życiorys
Studiował filozofię i teologię w Wyższym Seminarium Duchownym we Włocławku w latach 1954–1960. 5 czerwca 1960 w Kaliszu przyjął święcenia kapłańskie z rąk biskupa włocławskiego Antoniego Pawłowskiego. W latach 1963–1965 był wikariuszem parafii katedralnej. Następnie został przeniesiony do Konina, Kalisza i Ciechocinka. W latach 1977–1982 pełnił funkcję proboszcza parafii w Pamięcinie. Kolejno, do 1988. był proboszczem parafii św. Wojciecha w Koninie. W latach 1988–2012 był proboszczem i kustoszem bazyliki katedralnej Wniebowzięcia Najświętszej Maryi Panny we Włocławku. Od 30 czerwca 2012 aż do śmierci przebywał w diecezjalnym domu księży emerytów na włocławskim osiedlu Michelin.
W latach 1959–1963 studiował na Katolickim Uniwersytecie Lubelskim, a w 1962 – 1963 także w Prymasowskim Instytucie Życia Wewnętrznego w Warszawie. W latach 1989–1991 wykładał teologię pastoralną w Wyższym Seminarium Duchownym we Włocławku.
W czasie stanu wojennego organizował w Koninie pomoc dla internowanych działaczy Solidarności z województwa konińskiego.
12 grudnia 2006 został mianowany kapelanem honorowym Jego Świątobliwości. Jest także prałatem dziekanem kapituły katedralnej we Włocławku, a do 2012 r. był jej kustoszem. W latach 2003–2012 pełnił funkcję wikariusza biskupiego rejonu włocławskiego.
Zmarł 22 stycznia 2023 w Domu Księży Emerytów im. Dobrego Pasterza we Włocławku w wieku 85 lat.

## Źródła
- Grzegorz Polak, Kto jest kim w Kościele, KAI, Warszawa 1999
- Rocznik diecezji włocławskiej 2011, Wydawnictwo Duszpasterstwa Rolników, Włocławek 2011